# Турное
Турное — деревня в Усвятском районе Псковской области России. Входит в состав сельского поселения «Церковищенская волость».

## География
Находится на юге региона, в северо-восточной части района, у озера Ордосно., в 31 км от райцентра Усвяты .
Уличная сеть не развита.

## История
В соответствии с Законом Псковской области от 28 февраля 2005 года № 420-ОЗ деревня Турное вошла в состав образованного муниципального образования Церковищенская волость.

## Население
| 2001 | 2002 | 2010 |
| ---- | ---- | ---- |
| 4    | ↘2   | →2   |

## Инфраструктура
Личное подсобное хозяйство.
Почтовое отделение, обслуживающее д. Турное — 182583; расположено в волостном центре д. Церковище.

## Транспорт
Стоит на автодороге 58К-032 Великие Луки — Усвяты.